# Корейська митрополія
Коре́йська митропо́лія (грец. Μητρόπολη Κορέας; кор. 정교회 한국 대교구) — митрополія Вселенського патріархату Константинополя, утворена у 2004 році. Історично місія православної церкви почала своє існування в початку XIX століття. Першим керівником місії, що доклав значних зусиль для заснування та поширення тут православ'я був архімандрит Хрисанф (Щетковський). Глава — митрополит Амвросій (Зографос). Парафіяни — в основному православні люди, які приїхали до Кореї на тимчасову роботу, а також жінки з України та Росії, що вийшли заміж за корейців. І звичайно ті корейці, які переїхали з України та Росії, на свою історичну батьківщину і невелику кількість корінних корейців.

## Історія митрополії
Православ'я вперше було принесено в Корею стараннями російських місіонерів. У перший час після встановлення дипломатичних відносин між двома країнами в 1884 р в Кореї не було священика, і по неділях один з російських мирян просто читав деякі молитви. До 1897 р число росіян в Сеулі стало вже досить істотним, і це послужило стимулом для установи Російської духовної місії. У 1900 р в одній з кімнат будівлі Російської дипломатичної місії в Кореї була здійснена перша Божественна літургія на корейській землі. У 1903 р споруджений і перший православний храм святителя Миколая Мирлікійського Чудотворця в районі Чон-дон в центрі Сеула на ділянці, що безпосередньо прилягає до дипломатичної місії, освячений на честь небесного покровителя святого страстотерпця, государя імператора Миколи II, який брав активну участь в діяльності місії.
Після революції 1917 р Російська духовна місія в Кореї деякий час продовжувала свою роботу, перебуваючи в підпорядкуванні єпископа Владивостоцького, а потім була передана у відання архієпископа Японського Сергія (Тихомирова) - наступника рівноапостольного Миколая Японського. З 1936 р місією керував ієромонах Полікарп (Приймак), який через політичні причини в 1949 р був висланий з утвореної на той час на півдні Корейського півострова Республіки Корея. Єдиний залишався в місії священик - кореєць батько Алексій (Кім) після початку Корейської війни в червні 1950 р був узятий в полон ввійшли в Сеул північнокорейцями. Відомостей про його подальшу долю не збереглося.
У 1955 р в умовах відсутності якої б то не було зв'язку з Москвою на зборах корейських православних християн було прийнято рішення приєднатися до Вселенського (Константинопольського) патріархату. У 1970 р була заснована Новозеландська митрополича кафедра, що включала і православні парафії Південної Кореї.
У 1975 р в Сеул приїхав архімандрит Сотір (Трамбас), протягом кількох десятиліть керував місією в Кореї і вніс неоціненний вклад в її розвиток. Після архієрейської хіротонії в 1993 р владика Сотір в сані єпископа Зелонского керував Корейським екзархатом Вселенської патріархії, а в 2004 р після рішення Вселенського патріархату про заснування Корейської митрополії став першим митрополитом Корейським. Будучи духовним керівником і батьком не тільки православних корейців, але і багатьох опинилися в Кореї іноземців, владика Сотір прикладом свого святого життя, нескінченним терпінням і жертовною любов'ю став для всіх, хто знає його зразком правдивого християнина і пастиря. В даний час владика перебуває «на спокої» в Преображенському монастирі в Капхьоні в чині митрополита Пісідійській. Спокій цей, проте, досить відносний. Владика продовжує здійснювати богослужіння, здійснює духовне керівництво над двома насельницями монастиря - черницею Силуанов з Англії та першої корейської черницею сестрою Агафія, а також іншими своїми духовними чадами, дає безцінні поради по церковному управлінню своєму наступнику митрополиту Амвросію, який очолив Корейську церква в 2008 році.
Починаючи з сімдесятих років минулого століття в Південній Кореї ведеться активне храмове будівництво. У 1978-му був освячений собор святителя Миколая в Сеулі, збудований на новій ділянці в районі Ахьон-дон префектури Мапхо-гу. Незабаром після цього в різних куточках країни були зведені православні храми, каплиці і монастирі: храм Благовіщення Пресвятої Богородиці в Пусані (1982), храм святого апостола Павла в Інчхоні (1984), Преображенський монастир в Капхьоні (1988), храм святого апостола Андрія Первозванного в Паланга-ли (1988), на базі якого в 2011 р було засновано чоловічий монастир, храм Успіння Пресвятої Богородиці в Чонджу (1992), каплиця Воскресіння Христового на кладовищі в Йонгмі-ли (1998), храм святого благовірного князя Бориса в Чхунчхоні (2003), храм святого Діонісія Егинського Ульсані (2005). Розписи всіх цих храмів виконані грецькими іконописцями-волонтерами.

## Керівники митрополії
|   | Митрополит          | Період                          | Примітки          |
| - | ------------------- | ------------------------------- | ----------------- |
| 1 | Сотирій (Трамбас)   | 20 червня 2004 — 27 травня 2008 | Перший митрополит |
| 2 | Амвросій (Зографос) | 27 травня 2008 — донині         |                   |